# جيمس بيتش
جيمس بيتش (بالإنجليزية: James Beach)‏ هو سياسي أمريكي، ولد في 28 أكتوبر 1946. حزبياً، نشط في الحزب الديمقراطي. وقد انتخب عضو مجلس ولاية نيوجيرسي.